# Sportowe ratownictwo wodne na World Games 2017 – ratowanie manekina w płetwach na 100 m mężczyzn
Ratowanie manekina w płetwach na 100 m mężczyzn – jedna z konkurencji sportowego ratownictwa wodnego rozgrywanych podczas World Games 2017 we Wrocławiu.
Eliminacje i finał rozegrane zostały 21 lipca. Zawody odbyły się na pływalni w Hali „Orbita”.

## Rekordy
Przed rozpoczęciem World Games 2017 obowiązywały następujące rekordy:
| Rekord świata      | Francesco Bonanni | 45,09 | Riccione | 5 lutego 2017 |
| Rekord World Games | Francesco Bonanni | 47,59 | Cali     | 26 lipca 2013 |

## Terminarz
| Data          | Godzina (UTC+2)   | Wydarzenie             |
| ------------- | ----------------- | ---------------------- |
| 21 lipca 2017 | 11:10 11:15 11:20 | Wyścigi kwalifikacyjne |
| 21 lipca 2017 | 19:45             | Finał                  |

## Wyniki

### Kwalifikacje

#### Wyścig 1
Źródło: 

Godzina: 11:10
| Poz. | Imię i nazwisko         | Narodowość    | Tor | Reakcja | Wynik | Uwagi | Kwal. |
| ---- | ----------------------- | ------------- | --- | ------- | ----- | ----- | ----- |
| 1    | Jacopo Musso            | Włochy        | 4   | 0,70    | 47,16 | WG    | Q     |
| 2    | Francisco Javier Catala | Hiszpania     | 8   | 0,88    | 47,20 |       | Q     |
| 3    | Antoine Thos            | Francja       | 3   | 0,70    | 47,21 |       | Q     |
| 4    | Shun Nishiyama          | Japonia       | 5   | 0,84    | 47,26 |       | R     |
| 5    | Jacob Hales             | Nowa Zelandia | 2   | 0,72    | 49,13 |       |       |
| 6    | Lenz Bolkmans           | Belgia        | 6   | 0,81    | 51,58 |       |       |

#### Wyścig 2
Źródło: 

Godzina: 11:15
| Poz. | Imię i nazwisko         | Narodowość | Tor | Reakcja | Wynik | Uwagi | Kwal. |
| ---- | ----------------------- | ---------- | --- | ------- | ----- | ----- | ----- |
| 1    | Andrea Vittorio Piroddi | Włochy     | 4   | 0,75    | 45,87 |       | Q     |
| 2    | Kevin Lehr              | Niemcy     | 5   | 0,73    | 46,72 |       | Q     |
| 3    | Matthew Davis           | Australia  | 6   | 0,77    | 47,85 |       | R     |
| 4    | Keisuke Hatano          | Japonia    | 2   | 0,72    | 48,43 |       |       |
| 5    | Gaëtan Quirin           | Francja    | 3   | 0,85    | 49,94 |       |       |
| 6    | Joni Ceusters           | Belgia     | 7   | 0,78    | 50,93 |       |       |
| 7    | Zhao Xuanming           | Chiny      | 1   | 0,90    | 56,77 |       |       |

#### Wyścig 3
Źródło: 

Godzina: 11:15
| Poz. | Imię i nazwisko  | Narodowość    | Tor | Reakcja | Wynik | Uwagi | Kwal. |
| ---- | ---------------- | ------------- | --- | ------- | ----- | ----- | ----- |
| 1    | Jan Malkowski    | Niemcy        | 4   | 0,81    | 45,60 | WG    | Q     |
| 2    | Samuel Bell      | Australia     | 3   | 0,83    | 46,65 |       | Q     |
| 3    | Steven Kent      | Nowa Zelandia | 5   | 0,73    | 47,01 |       | Q     |
| 4    | Cezary Kępa      | Polska        | 2   | 0,71    | 47,85 |       | R     |
| 5    | Sergio Calderón  | Hiszpania     | 6   | 0,88    | 48,48 |       |       |
| 6    | Bartosz Makowski | Polska        | 1   | 0,90    | 52,09 |       |       |
| 7    | Niu Yujie        | Chiny         | 7   | 0,78    | 59,13 |       |       |

### Finał
Źródło: 

Godzina: 19:45
| Poz.   | Imię i nazwisko         | Narodowość    | Tor | Reakcja | Wynik | Uwagi |
| ------ | ----------------------- | ------------- | --- | ------- | ----- | ----- |
| złoto  | Jacopo Musso            | Włochy        | 7   | 0,75    | 45,40 | WG    |
| srebro | Andrea Vittorio Piroddi | Włochy        | 5   | 0,80    | 45,62 |       |
| brąz   | Kevin Lehr              | Niemcy        | 6   | 0,68    | 46,25 |       |
| 4      | Jan Malkowski           | Niemcy        | 4   | 0,76    | 46,30 |       |
| 5      | Samuel Bell             | Australia     | 3   | 0,76    | 46,44 |       |
| 6      | Steven Kent             | Nowa Zelandia | 2   | 0,79    | 46,63 |       |
| 7      | Francisco Javier Catala | Hiszpania     | 1   | 0,84    | 47,20 |       |
| 8      | Antoine Thos            | Francja       | 8   | 0,69    | 47,34 |       |